# Platycerus hiurai tanikadoi
Platycerus hiurai tanikadoi es una subespecie de coleóptero de la familia Lucanidae.

## Distribución geográfica
Habita en Sichuan (China).